# Moustik Karismatik
Moustik Karismatik, de son véritable nom Hubert Martial Tagne Tagne, est un artiste humoriste et comédien camerounais. Il est considéré comme l'un des humoristes les plus populaires au Cameroun. 

## Biographie

### Enfance, éducation et débuts
Moustik Karismatik naît à Yaoundé dans une famille polygamique, d'un père originaire de Bandjoun dans la région de l'Ouest et d'une mère originaire de la région du Sud. Il est l'aîné d'une fratrie de quatre enfants dont trois garçons et une fille. Il fait ses études secondaires au Lycée de Mballa II et au Tchad. Études qu'il interrompt en classe de Première.

### Carrière
Moustik fait ses premiers pas sur la scène au lycée dans les années 2000, entre musique et théâtre. C'est son sketch "Le témoignage de Lucas" diffusé en 2010 sur les antennes de la télévision nationale CRTV qui lui permet de véritablement se faire connaitre sur la scène nationale et démarrer une carrière professionnelle.
Il participe au Parlement du Rire à Abidjan en 2017 et représente le Cameroun à la 7e édition du Festival Marrakech du rire en juin 2017 au Maroc.
Moustik Karismatik est présent aussi bien sur la scène que sur Internet. En août 2021, sa chaîne Youtube compte plus de 400 000 abonnés.
Moustik Karismatik est le fondateur de la maison de production Moustik'air à travers laquelle il a produit et assuré la gestion artistique la jeune chanteuse camerounaise Darina Victry, auteur du titre à succès Laisse moi t'aimer sorti  en 2019. Darina quitte le label Moustikair en 2021.

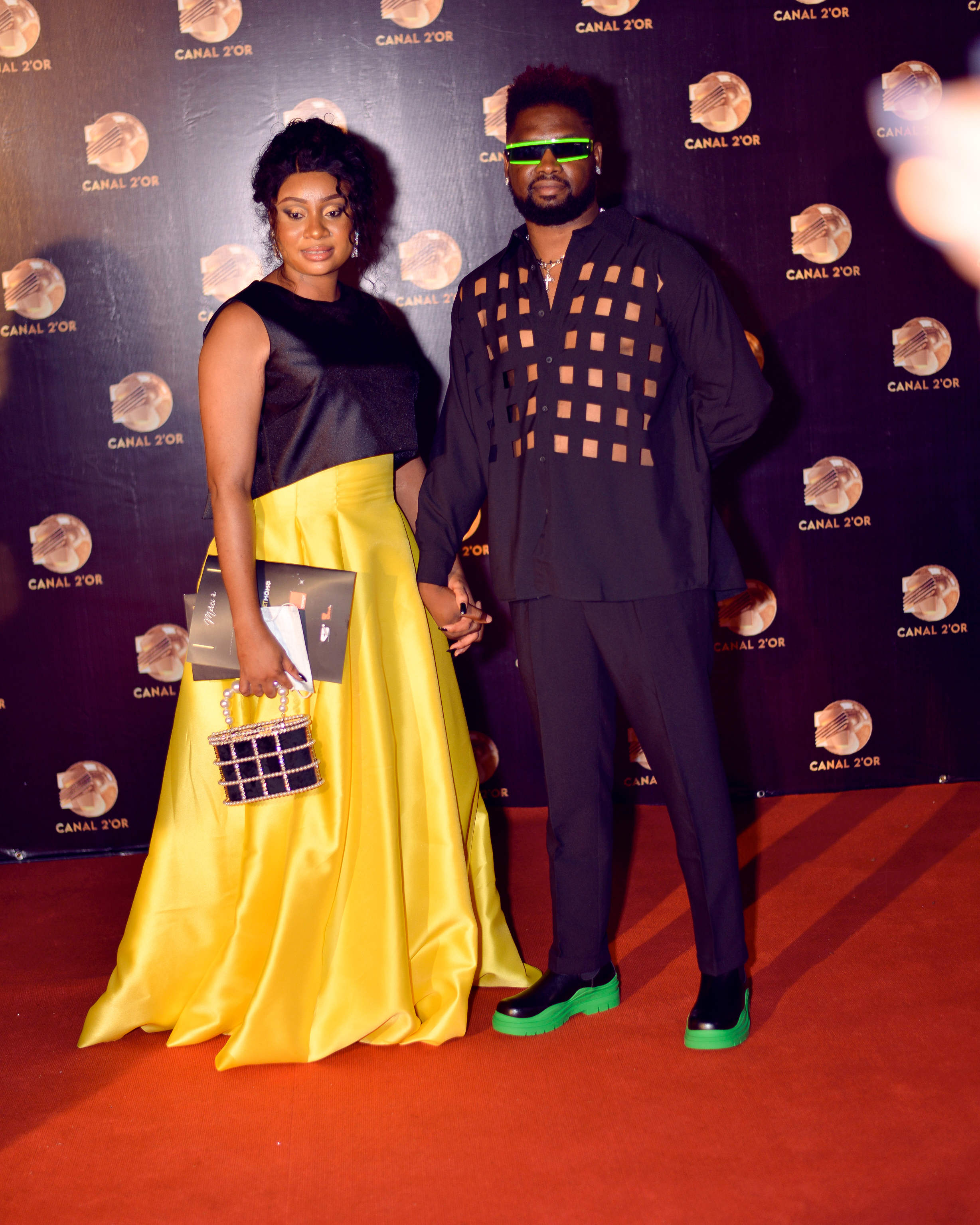
Moustik Karismatik et son épouse aux Canal 2'Or 2021

## Distinctions
Il remporte en 2005 le prix de l’excellence jeunesse.
En 2008, il décroche la catégorie humour de la compétition La Caravane du bonheur organisée par Coca Cola au Cameroun, de même que le concours Challenge Vacances.
Il gagne le prix du meilleur humoriste camerounais à Canal 2'Or en 2014, à l'édition suivante en 2017 puis en 2019,.